# Tłuszcz (gmina)
Pour les articles homonymes, voir Tłuszcz.
La gmina Tłuszcz est un district administratif situé en milieu mixte (urbain-rural) du powiat de Wołomin dans la Voïvodie de Mazovie, dans le centre-est de la Pologne.
Son siège administratif (chef-lieu) est le village de Tłuszcz qui se situe à environ 18 kilomètres au nord-est de Wołomin (siège de la powiat) et à 39 kilomètres au nord-est de Varsovie (capitale de la Pologne).
Elle s'étend sur 102,83 km2 et comptait 18 510 habitants. en 2006.

## Géographie
Hormis la ville de Tłuszcz, la gmina de Tłuszcz comprend les villages et localités de :

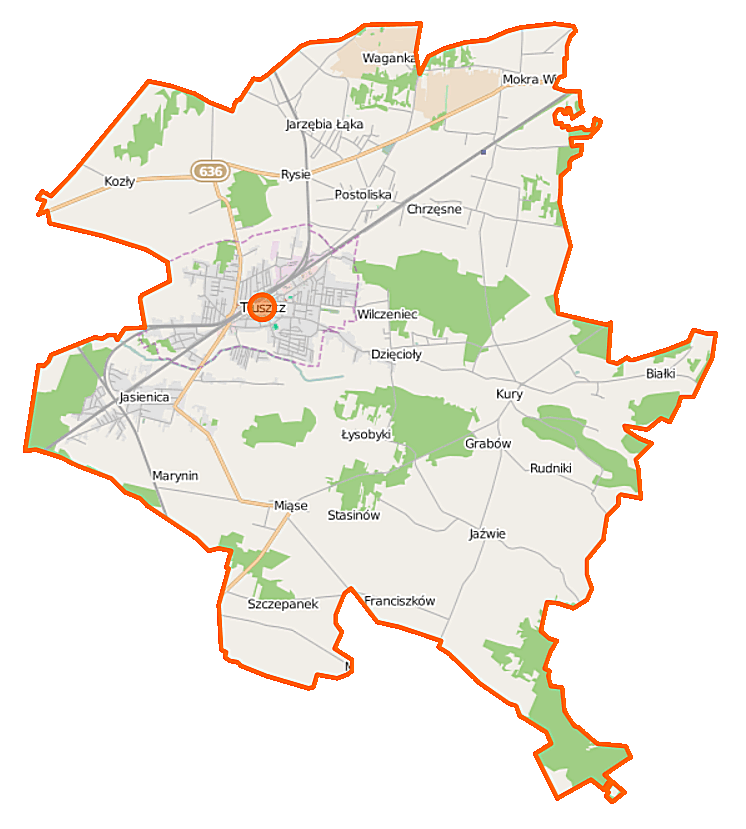
Plan de la gmina

- Białki
- Brzezinów
- Chrzęsne
- Dzięcioły
- Franciszków
- Grabów
- Jadwinin
- Jarzębia Łąka
- Jasienica
- Jaźwie
- Kozły
- Kury
- Łysobyki
- Mokra Wieś
- Pawłów
- Postoliska
- Rudniki
- Rysie
- Stasinów
- Stryjki
- Szczepanek
- Szymanówek
- Wagan
- Waganka
- Wólka Kozłowska
- Zalesie

### Gminy voisines
La gmina de Tłuszcz borde :

les villes de :
- Kobyłka
- Marki

et les gminy de :
- Dąbrówka
- Jadów
- Klembów
- Poświętne
- Strachówka
- Zabrodzie

## Histoire
De 1975 à 1998, la gmina de Tłuszcz appartenait administrativement à la Voïvodie d'Ostrołęka.

## Structure du terrain
D'après les données de 2002, la superficie de la commune de Wierzbno est de 102,83 km2, répartis comme telle :
- terres agricoles : 67 %
- forêts : 15 %

La commune représente 10,76 % de la superficie du powiat.

## Démographie
Données du 30 juin 2004 :
| Description        | Total  | Total | Femmes | Femmes | Hommes | Hommes |
| ------------------ | ------ | ----- | ------ | ------ | ------ | ------ |
| Unité              | Nombre | %     | Nombre | %      | Nombre | %      |
| Population         | 18 371 | 100   | 9 299  | 50,6   | 9 072  | 49,4   |
| Densité (hab./km²) | 178,7  | 178,7 | 90,4   | 90,4   | 88,2   | 88,2   |